# Tata Jachura
Le Tata Jachura est un volcan éteint qui constitue l'un des points culminants de la commune de Huara, dans la première région du Chili. À environ 180 kilomètres au nord-est d'Iquique, dans la précordillère des Andes, il s'élève à 5 269 m d'altitude.
Son ascension s'effectue généralement par le flanc ouest, où l'on rencontre un plateau situé à 5 000 m d'altitude. Il est également possible d'atteindre le sommet par le flanc est, depuis le village de Chiapa, situé à 3 200 m d'altitude.